# Chromosomy płci
Chromosomy płci, heterochromosomy, allosomy – chromosomy determinujące płeć u rozdzielnopłciowych organizmów eukariotycznych. Płeć osobnika determinuje ich obecność lub ich liczba w stosunku do liczby autosomów.
U człowieka występują 22 pary chromosomów autosomalnych i jedna para chromosomów płci, która odpowiada za determinację płci. Łącznie kariotyp człowieka tworzą 23 pary chromosomów. Osobnik posiadający chromosomy XX jest płci żeńskiej, natomiast osobnik z jednym chromosomem X i jednym chromosomem Y – będzie płci męskiej.
X jest większy od Y i zawiera więcej genów. Y zawiera gen SRY determinujący płeć męską. Płeć determinowana jest zatem przez chromosom otrzymany od ojca. W tej sytuacji samce są płcią heterogametyczną, bo mogą wytwarzać dwa rodzaje gamet, a samice płcią homogametyczną. Gen SRY powoduje tworzenie się jąder, a one testosteronu, który z kolei warunkuje drugorzędowe cechy płciowe: prącie, nasieniowody i inne.
Czasem zdarza się, że powstaje chromosom Y bez genu SRY, wtedy rozwija się kobieta XY. Analogicznie rodzą się także mężczyźni z chromosomami XX, w których to gen SRY przeniósł się na jeden z chromosomów X.
Czasami jednak, mimo że istnieje gen SRY, a organizm wytworzy u płodu jądra, ciało nie różnicuje się dalej w kierunku męskim. Dzieje się tak, gdyż testosteron wyprodukowany przez jądra nie dostaje wiążącego go białka. Skutkiem tego pojawiają się u tych osób zewnętrzne cechy kobiety, ale nie mają nadal jajników i macicy, a jądra. Takie fizyczne kobiety są jednak bezpłodne.
System XY występuje też u innych ssaków oraz u roślin dwupiennych. U ptaków, żab i motyli system determinacji płci jest odwrotny. Samice mają dwa różne chromosomy płci (ZW), a samce dwa jednakowe (ZZ). Płeć determinowana jest zatem przez chromosom otrzymany od matki (zob. system determinacji płci ZW).
U muszki owocowej Drosophila melanogaster samice mają dwa chromosomy X, a samce chromosom X i chromosom Y, ale płeć osobnika zależy od stosunku liczby chromosomów X do autosomów.
Niektóre z chorób genetycznych powstają poprzez mutacje w genach, znajdujących się w chromosomach płci (choroby sprzężone z płcią). Są to między innymi: daltonizm i hemofilia, powodowane mutacjami genów położonych na chromosomie X.
Rolę chromosomów płci odkryli niezależnie od siebie i opisali w maju 1905 r. amerykańscy biolodzy Nettie Stevens (Carnegie Institution w Waszyngtonie) i Edmund Beecher Wilson (Uniwersytet Columbia w Nowym Jorku).